# Reichenbachia ectofacilis
Reichenbachia ectofacilis är en skalbaggsart som beskrevs av Park 1956. Reichenbachia ectofacilis ingår i släktet Reichenbachia och familjen kortvingar. Inga underarter finns listade i Catalogue of Life.